# Cephaloziella exiliflora
Cephaloziella exiliflora là một loài rêu tản trong họ Cephaloziellaceae. Loài này được (Taylor) R.M. Schust. miêu tả khoa học lần đầu tiên năm 1963.